# Coppa Italia Serie D 2006-2007
La Coppa Italia Serie D di calcio 2006-2007, ottava edizione della manifestazione, è iniziata il 3 settembre 2006 ed è terminata il 18 aprile 2007 con la vittoria del San Felice Normanna.

## Regolamento
La formula dell'edizione 2006-2007 della Coppa Italia Serie D è rimasta più o meno invariata rispetto alla precedente. Vi partecipano le 162 squadre di Serie D.
Il Primo Turno prevede abbinamenti di due squadre con gare di andata e ritorno. Il Secondo Turno prevede abbinamenti di due squadre con gare di andata e ritorno, ed abbinamenti di tre squadre in triangolari. In seguito Sedicesimi, Ottavi, Quarti, Semifinali e Finale con gare di andata e ritorno.
Durante la fase ad eliminazione diretta, nel caso di parita al termine dei due incontri, non verranno disputati i tempi supplementari ma si tireranno direttamente i calci di rigore.

## Primo turno
| Squadra 1                                | Totale | Squadra 2              | Andata | Ritorno        |
| ---------------------------------------- | ------ | ---------------------- | ------ | -------------- |
| andata (03.09.2006) ritorno (10.09.2006) |        |                        |        |                |
| Giaveno                                  | 2 - 4  | Rivarolese             | 1 - 2  | 1 - 2          |
| Canavese                                 | 3 - 3  | Orbassano Ciriè        | 2 - 0  | 1 - 3          |
| Borgomanero                              | 1 - 4  | Castellettese          | 0 - 3  | 1 - 1          |
| Alessandria                              | 4 - 3  | Pro Belvedere          | 2 - 0  | 2 - 3          |
| Saluzzo                                  | 2 - 2  | Canelli                | 2 - 2  | 0 - 0          |
| Solbiatese                               | 6 - 4  | Turate                 | 4 - 3  | 2 - 1          |
| Casteggio Broni                          | 0 - 1  | USO Calcio             | 0 - 0  | 0 - 1          |
| Fanfulla                                 | 3 - 1  | Voghera                | 1 - 1  | 2 - 0          |
| Olginatese                               | 0 - 2  | Renate                 | 0 - 2  | 0 - 0          |
| Seregno                                  | 2 - 2  | Como                   | 1 - 0  | 1 - 2          |
| Tritium                                  | 3 - 3  | Merate                 | 2 - 2  | 1 - 1          |
| Palazzolo                                | 4 - 3  | Colognese              | 1 - 2  | 3 - 1          |
| Rodengo Saiano                           | 5 - 2  | Darfo Boario           | 1 - 0  | 4 - 2          |
| Castellana                               | 3 - 3  | Salò                   | 2 - 2  | 1 - 1          |
| Bolzano                                  | 3 - 3  | Porfido Albiano        | 0 - 2  | 3 - 1          |
| Trentino                                 | 3 - 4  | Mezzocorona            | 1 - 2  | 2 - 2          |
| Itala San Marco                          | 4 - 7  | Tamai                  | 1 - 4  | 3 - 3          |
| Pordenone                                | 2 - 3  | Belluno                | 2 - 2  | 0 - 1          |
| Rivignano                                | 2 - 2  | Sanvitese              | 0 - 0  | 2 - 2          |
| Montebelluna                             | 2 - 2  | Sacilese               | 2 - 1  | 0 - 1          |
| Eurocalcio Cassola                       | 0 - 3  | Union Quinto           | 0 - 1  | 0 - 2          |
| Montecchio                               | 5 - 5  | Piovese                | 3 - 1  | 2 - 4          |
| Chioggia Sottomarina                     | 2 - 2  | Città di Jesolo        | 1 - 0  | 1 - 2          |
| Sambonifacese                            | 1 - 2  | Virtus Verona          | 1 - 2  | 0 - 0          |
| Este                                     | 1 - 1  | Giacomense             | 0 - 1  | 1 - 0(8-6 dcr) |
| Castellarano                             | 4 - 2  | Fidenza                | 0 - 2  | 4 - 0          |
| Russi                                    | 3 - 0  | Castel San Pietro      | 1 - 0  | 2 - 0          |
| Carpi                                    | 5 - 1  | Virtus Castelfranco    | 2 - 1  | 3 - 0          |
| Reno Centese                             | 3 - 1  | Mezzolara              | 1 - 0  | 2 - 1          |
| Imperia                                  | 3 - 2  | Vado                   | 2 - 2  | 1 - 0          |
| Lavagnese                                | 3 - 5  | Savona                 | 3 - 2  | 0 - 3          |
| Fo.Ce. Vara                              | 2 - 6  | Sestri Levante         | 0 - 4  | 2 - 2          |
| Verucchio                                | 3 - 2  | Valleverde Riccione    | 2 - 2  | 1 - 0          |
| Cattolica                                | 2 - 5  | Cervia                 | 1 - 3  | 1 - 2          |
| Santarcangelo                            | 1 - 1  | Sansepolcro            | 1 - 0  | 0 - 1(0-3 dcr) |
| Forte dei Marmi                          | 2 - 1  | Sarzanese              | 0 - 0  | 2 - 1          |
| Viareggio                                | 3 - 2  | Cascina                | 1 - 0  | 2 - 2          |
| Aglianese                                | 1 - 1  | Pontedera              | 0 - 0  | 1 - 1          |
| Cecina                                   | 2 - 1  | Armando Picchi         | 0 - 0  | 2 - 1          |
| Fortis Juventus                          | 3 - 0  | Sestese                | 2 - 0  | 1 - 0          |
| Sangimignano                             | 1 - 5  | Forcoli                | 1 - 3  | 0 - 2          |
| Montevarchi                              | 3 - 2  | Figline                | 2 - 0  | 1 - 2          |
| Orvietana                                | 0 - 1  | Arrone                 | 0 - 0  | 0 - 1          |
| Real Montecchio                          | 3 - 5  | Cagliese               | 2 - 2  | 1 - 3          |
| Sangiustese                              | 1 - 1  | Fano                   | 1 - 0  | 0 - 1(5-4 dcr) |
| Maceratese                               | 1 - 0  | Tolentino              | 0 - 0  | 1 - 0          |
| Penne                                    | 2 - 2  | Morro d'Oro            | 1 - 0  | 1 - 2          |
| Grottammare                              | 1 - 3  | Centobuchi             | 0 - 0  | 1 - 3          |
| Pescina VG                               | 4 - 1  | Petacciato             | 3 - 1  | 1 - 0          |
| R.C. Angolana                            | 1 - 3  | Santegidiese           | 1 - 2  | 0 - 1          |
| Astrea                                   | 1 - 2  | Civitavecchiese        | 1 - 0  | 0 - 2          |
| Guidonia Montecelio                      | 1 - 1  | Tivoli                 | 1 - 1  | 0 - 0          |
| Pisoniano                                | 2 - 3  | Monterotondo           | 1 - 1  | 1 - 2          |
| Ostia Mare                               | 2 - 1  | Anziolavinio           | 1 - 1  | 1 - 0          |
| Ferentino                                | 3 - 2  | Albalonga              | 1 - 1  | 2 - 1          |
| Isola Liri                               | 4 - 3  | Morolo                 | 3 - 0  | 1 - 3          |
| Alghero                                  | 4 - 5  | Arzachena              | 2 - 3  | 2 - 2          |
| Tempio                                   | 3 - 4  | Calangianus            | 2 - 2  | 1 - 2          |
| Villacidrese                             | 4 - 3  | Atletico Calcio        | 3 - 1  | 1 - 2          |
| Campobasso                               | 2 - 2  | Venafro                | 1 - 1  | 1 - 1(2-4 dcr) |
| Bojano                                   | 2 - 6  | San Felice Normanna    | 1 - 2  | 1 - 4          |
| Savoia                                   | 2 - 4  | Scafatese              | 0 - 2  | 2 - 2          |
| Sangiuseppese                            | 1 - 4  | Ebolitana              | 1 - 1  | 0 - 3          |
| Viribus Unitis                           | 1 - 1  | Pomigliano             | 1 - 1  | 0 - 0          |
| Ischia                                   | 1 - 2  | Sibilla El Brazil Cuma | 0 - 1  | 1 - 1          |
| Angri                                    | 1 - 1  | Ippogrifo Sarno        | 0 - 0  | 1 - 1          |
| Turris                                   | 1 - 1  | Sant'Antonio Abate     | 1 - 0  | 0 - 1(4-6 dcr) |
| Barletta                                 | 2 - 1  | Bitonto                | 1 - 0  | 1 - 1          |
| Leonessa Altamura                        | 0 - 9  | Noicattaro             | 0 - 4  | 0 - 5          |
| Grottaglie                               | 2 - 4  | Brindisi               | 0 - 3  | 2 - 1          |
| Lavello                                  | 1 - 3  | Sporting Genzano       | 0 - 1  | 1 - 2          |
| Matera                                   | 3 - 3  | FC Francavilla         | 1 - 2  | 2 - 1(7-4 dcr) |
| Sapri                                    | 1 - 1  | Castrovillari          | 1 - 1  | 0 - 0          |
| Rossanese                                | 3 - 2  | Paolana                | 3 - 1  | 0 - 1          |
| Cosenza                                  | 1 - 1  | Acicatena              | 0 - 0  | 1 - 1          |
| Paternò                                  | 4 - 6  | Siracusa               | 2 - 2  | 2 - 4          |
| Ragusa                                   | 2 - 2  | Comiso                 | 0 - 1  | 2 - 1          |
| Licata                                   | 4 - 3  | Campobello di Mazara   | 0 - 0  | 4 - 3          |
| Giarre                                   | 1 - 3  | Adrano                 | 1 - 2  | 0 - 1          |
| Casale                                   | -      | Narnese                | ? - ?  | ? - ?          |
| Pergolese                                | -      | Avezzano               | ? - ?  | ? - ?          |

## Sedicesimi di finale
| Squadra 1                                | Totale | Squadra 2           | Andata | Ritorno |
| ---------------------------------------- | ------ | ------------------- | ------ | ------- |
| andata (08.11.2006) ritorno (22.11.2006) |        |                     |        |         |
| Canavese                                 | 2 - 3  | Solbiatese          | 1 - 2  | 1 - 1   |
| Renate                                   | 0 - 3  | USO Calcio          | 0 - 1  | 0 - 2   |
| Imperia                                  | 3 - 1  | Casale              | 2 - 1  | 1 - 0   |
| Rodengo Saiano                           | 3 - 1  | Bolzano             | 3 - 1  | 0 - 0   |
| Tamai                                    | 1 - 6  | Union Quinto        | 1 - 4  | 0 - 2   |
| Chioggia Sottomarina                     | 5 - 2  | Este                | 2 - 1  | 3 - 1   |
| Reno Centese                             | 3 - 0  | Cervia              | 2 - 0  | 1 - 0   |
| Sangiustese                              | 5 - 2  | Cagliese            | 3 - 1  | 2 - 1   |
| Viareggio                                | 3 - 1  | Sansepolcro         | 1 - 0  | 2 - 1   |
| Forte dei Marmi                          | 2 - 4  | Fortis Juventus     | 2 - 0  | 0 - 4   |
| Ostia Mare                               | 2 - 2  | Villacidrese        | 0 - 1  | 2 - 1   |
| Ferentino                                | 3 - 1  | Penne               | 2 - 0  | 1 - 1   |
| Angri                                    | 2 - 3  | San Felice Normanna | 1 - 1  | 1 - 2   |
| Scafatese                                | 1 - 2  | Castrovillari       | 1 - 0  | 0 - 2   |
| Noicattaro                               | 3 - 2  | Sporting Genzano    | 1 - 2  | 2 - 0   |
| Ragusa                                   | 4 - 5  | Siracusa            | 3 - 2  | 1 - 3   |

## Ottavi di finale
| Squadra 1                                | Totale | Squadra 2            | Andata | Ritorno         |
| ---------------------------------------- | ------ | -------------------- | ------ | --------------- |
| andata (10.01.2007) ritorno (24.01.2007) |        |                      |        |                 |
| Solbiatese                               | 4 - 4  | Imperia              | 2 - 1  | 2 - 3           |
| USO Calcio                               | 1 - 5  | Rodengo Saiano       | 1 - 2  | 0 - 3           |
| Union Quinto                             | 1 - 1  | Chioggia Sottomarina | 1 - 0  | 0 - 1 (4-6 dcr) |
| Reno Centese                             | 2 - 2  | Sangiustese          | 2 - 2  | 0 - 0           |
| Fortis Juventus                          | 1 - 3  | Viareggio            | 1 - 1  | 0 - 2           |
| San Felice Normanna                      | 3 - 1  | Ostia Mare           | 2 - 0  | 1 - 1           |
| Ferentino                                | 2 - 2  | Noicattaro           | 2 - 1  | 0 - 1           |
| Castrovillari                            | 1 - 7  | Siracusa             | 1 - 5  | 0 - 2           |

## Quarti di finale
| Squadra 1                                | Totale | Squadra 2           | Andata | Ritorno |
| ---------------------------------------- | ------ | ------------------- | ------ | ------- |
| andata (07.02.2007) ritorno (21.02.2007) |        |                     |        |         |
| Rodengo Saiano                           | 2 - 1  | Solbiatese          | 1 - 1  | 1 - 0   |
| Chioggia Sottomarina                     | 3 - 3  | Sangiustese         | 2 - 2  | 1 - 1   |
| Viareggio                                | 2 - 3  | San Felice Normanna | 1 - 1  | 1 - 2   |
| Siracusa                                 | 6 - 3  | Noicattaro          | 3 - 1  | 3 - 2   |

## Semifinali
| Squadra 1                                | Totale | Squadra 2           | Andata | Ritorno |
| ---------------------------------------- | ------ | ------------------- | ------ | ------- |
| andata (07.03.2007) ritorno (21.03.2007) |        |                     |        |         |
| Rodengo Saiano                           | 5 - 4  | Siracusa            | 2 - 0  | 3 - 4   |
| Sangiustese                              | 2 - 3  | San Felice Normanna | 1 - 1  | 1 - 2   |

## Finale
| Squadra 1           | Totale | Squadra 2      | Andata     | Ritorno    |
| ------------------- | ------ | -------------- | ---------- | ---------- |
|                     |        |                | 11.04.2007 | 18.04.2007 |
| San Felice Normanna | 2 - 0  | Rodengo Saiano | 1 - 0      | 1 - 0      |

| Arbitro: | Chericoni (Pisa) |

| |            | |
| Prisco 36’ | Marcatori  | |
| Del Giudice Maddaloni Avolio Gallo Cacace Rosi Caruso De Palma (42' Zolfo) Romaniello (87' Balestrieri) Ingenito Prisco | Formazioni | Pedersoli Burlotti Conforti Pelati Dotti Preti Bertoni Margherita Martinelli Garrone Sinato (80' Biancospino) |
| Boccolini | Allenatori | Franzoni |

| Arbitro: | Giacomelli (Trieste) |

| |            | |
| | Marcatori  | 63’ Prisco |
| Pedersoli (77' Simoncelli) Burlotti Conforti Dotti Bertoni Piovani Preti Margherita Garrone Martinelli Biancospino | Formazioni | Del Giudice Balestrieri Ciotola Avolio Di Girolamo Caruso (63' Bucciarelli) Zolfo Romaniello De Palma Prisco (85' Andreozzi) Rosi (85' Ingenito) |
| Franzoni | Allenatori | Boccolini |